# Mlýnský potok (přítok Lomnického potoka)
Mlýnský potok (rovněž uváděn jako Žalmanovský potok) je vodní tok v Doupovských horách a Slavkovském lese, v okrese Karlovy Vary, pravostranný přítok Lomnického potoka.
Délka toku měří 7,8 km, plocha povodí činí 13,73 km².

## Průběh toku
Potok pramení v Doupovských horách v nadmořské výšce 705 metrů na západním svahu kopce U borovic (748 m), ve vojenském újezdu Hradiště na území obce Hradiště v k. ú. Bražec u Hradiště. Neobydlenou krajinou teče potok nejprve západním směrem a po asi 150 metrech opouští území vojenského újezdu a podél jeho hranice pokračuje jižním směrem. U zaniklé vesnice Činov opouští Doupovské hory a dále již pokračuje ve Slavkovském lese.
Potok protéká východním okrajem vesnice Žalmanov, pod vesnicí podtéká silnici I/6, směr toku se mění na jihozápadní, později meandrující potok teče převážně západním směrem zalesněnou krajinou až k východnímu okraji vesnice Pila, kde se zprava vlévá do Lomnického potoka.

## Mlýny
Na Mlýnském potoce stála řada vodních mlýnů. Nejvýše položeným mlýnem byl Horní mlýn (Massa Mühle) v katastrálním území Stružná, pod Žalmanovem stával Dolní mlýn (Sollmusser Mühle), v zaniklé osadě Peklo to byl mlýn s názvem Höhlmühle.